# All Out War
All Out War és un grup estatunidenc de metalcore format a Newburgh el 1991.

## Història
All Out War va fer el seu primer concert al parc de patinatge de Hudson Valley a Newburgh el 1991. La formació del grup va canviar sovint en els seus primers anys abans d'enregistrar el seu primer àlbum Truth in the Age of Lies amb el segell discogràfic alemany Gain Ground el 1997. Més endavant, el 1997, el grup va signar amb el segell discogràfic de Chicago Victory Records, amb qui va publicar el seu segon àlbum el 1998, For Those Who Were Crucified.
All Out War va tornar a l'estudi l'any 2003 per a gravar el seu tercer àlbum, Condemned to Suffer. El 2004 el grup va anunciar oficialment que s'havia separat a causa de la incapacitat del vocalista Mike Score per continuar.
All Out War es va reunir el 2006 i va publicar el seu quart àlbum Assassins in the House of God l'any següent. A principis de 2008 el grup va deixar Victory Records. No obstant això, a principis de 2010, All Out War hi va retornar i va gravar Into the Killing Fields, que es va publicar l'agost de 2010. A finals de juny de 2015, All Out War va publicar un nou EP, Dying Gods, amb Organized Crime Records. A principis de febrer de 2023 va publicar un àlbum influït pel black metal, Celestial Rot, amb Translation Loss Records.

## Discografia
- "Destined to Burn" 7" [Hardway Records] (1994)
- "Hymns of the Apocalypse" 7" [Trip Machine Laboratories] (2008)
- Philly Dust Krew [Too Damn Hype] (1994)
- Truth in the Age of Lies [Gain Ground] (1997)
- For Those Who Were Crucified [Victory Records] (1998)
- Condemned to Suffer [Victory Records] (2003)
- Assassins in the House of God [Victory Records] (2007)
- Into the Killing Fields [Victory Records] (2010)
- Truth in the Age of Lies [Organized Crime Records] (2012)
- "1992 Demo (aka Sum of All Fears)" 10" [Organized Crime Records] (2012)
- Dying Gods (EP) [Organized Crime Records] (2015)
- Give Us Extinction [Organized Crime Records] (2017)[9]
- Crawl Among the Filth [Unbeaten Records] (2019)
- Celestial Rot [Translation Loss Records] (2023)[10]